# Kid A Mnesia
Kid A Mnesia è un album di raccolta del gruppo musicale inglese Radiohead, pubblicato nel 2021.

## Il disco
Il disco comprende la "reissue" (riedizione) di due precedenti album del gruppo, ovvero Kid A (2000) e Amnesiac (2001), con l'aggiunta di un disco bonus, dal titolo Kid Amnesiae, che invece contiene materiale inedito.
Il disco è stato preceduto dai singoli If You Say the Word, uscito nel settembre 2021 e Follow Me Around, uscito nel novembre 2021.

## Tracce

### Kid A
1. Everything in Its Right Place – 4:11
2. Kid A – 4:44
3. The National Anthem – 5:51
4. How to Disappear Completely – 5:56
5. Treefingers – 3:42
6. Optimistic – 5:15
7. In Limbo – 3:31
8. Idioteque – 5:09
9. Morning Bell – 4:35
10. Motion Picture Soundtrack – 7:01

### Amnesiac
1. Packt Like Sardines in a Crushd Tin Box – 4:00
2. Pyramid Song – 4:49
3. Pulk/Pull Revolving Doors – 4:07
4. You and Whose Army? – 3:11
5. I Might Be Wrong – 4:54
6. Knives Out – 4:15
7. Morning Bell/Amnesiac – 3:14
8. Dollars and Cents – 4:52
9. Hunting Bears – 2:01
10. Like Spinning Plates – 3:57
11. Life in a Glasshouse – 4:34

### Kid Amnesiae
1. Like Spinning Plates ('Why Us?' Version) – 5:04
2. Untitled v1 – 1:48
3. Fog (Again Again Version) – 2:25
4. If You Say the Word – 4:22
5. Follow Me Around – 5:19
6. Pulk/Pull (True Love Waits Version) – 2:46
7. Untitled v2 – 0:46
8. The Morning Bell (In the Dark Version) – 2:00
9. Pyramid Strings – 1:18
10. Alt. Fast Track – 1:32
11. Untitled v3 – 1:16
12. How to Disappear Into Strings – 5:32

## Formazione
- Colin Greenwood
- Jonny Greenwood
- Ed O'Brien
- Philip Selway
- Thom Yorke